# Ruusmäe
Ruusmäe är en ort i Estland. Den ligger i Haanja kommun och landskapet Võrumaa, i den södra delen av landet, 240 km sydost om huvudstaden Tallinn. Ruusmäe ligger 244 meter över havet och antalet invånare är 197.
Terrängen runt Ruusmäe är huvudsakligen platt. Ruusmäe ligger uppe på en höjd. Runt Ruusmäe är det mycket glesbefolkat, med 5 invånare per kvadratkilometer. Närmaste större samhälle är Vastseliina, 15,9 km nordost om Ruusmäe. I omgivningarna runt Ruusmäe växer i huvudsak blandskog.